# Lijst van bekende schakers
Deze lijst van bekende schakers bevat schakers waarover een Wikipedia-artikel bestaat en die in het schaken een niveau hebben waarmee ze minimaal als een 'goede schaker' beschouwd worden, uitgezonderd Belgische en Nederlandse schakers; deze laatste zijn vermeld op de Lijst van bekende Belgische en Nederlandse schakers. 

## Schaaktitels
Bij schakers die een internationale schaaktitel of een internationale correspondentieschaaktitel hebben staat deze vermeld, waarbij
CM = kandidaat-meester
FM = FIDE meester
IM = internationaal meester
GM = grootmeester
WCM = vrouwelijke kandidaat-meester
WFM = vrouwelijke FIDE meester
WIM = vrouwelijke internationaal meester
WGM = vrouwelijke grootmeester
HGM of HWGM = 'Honorary Grandmaster' (de Engelse benaming voor de titel "ere-grootmeester")
HM = 'Honorary Master' (de Engelse benaming voor de titel "ere-meester")
GMc = internationaal grootmeester correspondentieschaken
SIMc = senior internationaal meester correspondentieschaken
IMc = internationaal meester correspondentieschaken
LGMc = vrouwelijke internationaal grootmeester correspondentieschaken
LIMc = vrouwelijke internationaal meester correspondentieschaken
Dit artikel geeft de lijst met schakers, gevolgd door een aparte lijst met (eveneens niet-Nederlandse en niet-Belgische) schaaksters.

## Mannen

### A
| Naam                    | Geboren                         | Titel |
| ----------------------- | ------------------------------- | ----- |
| Péter Ács               | Hongarije 1985                  | GM    |
| Michael Adams           | Verenigd Koninkrijk 1971        | GM    |
| Ahmed Adly              | Egypte                          | GM    |
| András Adorján          | Hongarije 1950-2023             | GM    |
| Yochanan Afek           | Israël 1952                     | IM    |
| Simen Agdestein         | Noorwegen 1967                  | GM    |
| Jevgeni Agrest          | Zweden 1966                     | GM    |
| Ralf Åkesson            | Zweden 1961                     | GM    |
| Varuzhan Akobian        | Verenigde Staten 1983           | GM    |
| Vladimir Akopian        | Armenië 1971                    | GM    |
| Semion Alapin           | Litouwen 1856 - 1923            | -     |
| Adolf Albin             | Roemenië 1848 - 1920            | -     |
| Jevgeni Aleksejev       | Rusland 1985                    | GM    |
| Conel Alexander         | Verenigd Koninkrijk 1909 - 1974 | IM    |
| Aleksandr Aljechin      | Rusland 1892 - 1946             | GM    |
| Johann Baptist Allgaier | Duitsland 1763 - 1823           | GM    |
| Zoltán Almási           | Hongarije 1976                  | GM    |
| Salvador Alonso         | Argentinië                      | -     |
| Boris Alterman          | Israël 1970                     | GM    |
| Viswanathan Anand       | India 1969                      | GM    |
| Asjot Anastasian        | Armenië 1964                    | GM    |
| Adolf Anderssen         | Duitsland 1818 - 1879           | -     |
| Ulf Andersson           | Zweden 1951                     | GM    |
| Ingvar Andreasson       | Zweden 1959                     | -     |
| Dejan Antić             | Servië 1968                     | GM    |
| Rafał Antoniewski       | Polen 1980                      | IM    |
| Manuel Apicella         | Frankrijk 1970                  | GM    |
| Aleksandr Aresjtsjenko  | Oekraïne 1986                   | GM    |
| Keith Arkell            | Verenigd Koninkrijk 1961        | GM    |
| Ennio Arlandi           | Italië                          | IM    |
| Romanas Arlauskas       | Litouwen 1917                   | GMc   |
| Levon Aronian           | Armenië 1982                    | GM    |
| Goran Arsović           | Servië 1967                     | IM    |
| Georgy Arzumanian       | Armenië 1980                    | IM    |
| Karen Asrian            | Armenië 1980                    | GM    |
| Joeri Averbach          | Rusland 1922                    | GM    |
| Boris Avroech           | Israël 1978                     | GM    |
| Sergej Azarov           | Wit-Rusland 1983                | GM    |
| Zoerab Azmaiparasjvili  | Georgië 1960                    | GM    |

### B
| Naam                    | Geboren                         | Titel   |
| ----------------------- | ------------------------------- | ------- |
| Levon Babujian          | Armenië 1986                    | -       |
| Vlastimil Babula        | Tsjechië 1973                   | GM      |
| Étienne Bacrot          | Frankrijk 1983                  | GM      |
| Bela Badea              | Roemenië 1969                   | GM      |
| Amir Bagheri            | Frankrijk 1978                  | GM      |
| Vladimir Baklan         | Oekraïne 1978                   | GM      |
| Csaba Balogh            | Hongarije 1978                  | GM      |
| Erik Bang               | Denemarken 1944                 | GMc     |
| Michael Basman          | Engeland 1946                   | IM      |
| David Baramidze         | Duitsland 1988                  | GM      |
| Jevgeni Barejev         | Rusland 1966                    | GM      |
| Vladimir Barnaure       | Roemenië 1986                   | FM      |
| Dibyendu Barua          | India 1966                      | GM      |
| Christian Bauer         | Frankrijk 1977                  | GM      |
| Fritz Baumbach          | Duitsland 1935                  | FM, GMc |
| Siegfried Baumegger     | Oostenrijk 1972                 | IM      |
| Valery Beim             | Oostenrijk 1950                 | GM      |
| Oleksandr Beljavsky     | Oekraïne 1953                   | GM      |
| Slim Belkhodja          | Tunesië 1962                    | GM      |
| Vladimir Belov          | Rusland 1984                    | GM      |
| Joel Benjamin           | Verenigde Staten 1964           | GM      |
| Pál Benkő               | Hongarije 1928 - 2019           | GM      |
| Aleksandar Berelovitsj  | Oekraïne 1967                   | GM      |
| Alin Berescu            | Roemenië 1980                   | IM      |
| Emanuel Berg            | Zweden 1981                     | GM      |
| Ferenc Berkes           | Hongarije 1985                  | GM      |
| Hans Berliner           | Verenigde Staten 1929           | GMc     |
| Ivar Bern               | Noorwegen 1967                  | IM, GMc |
| Ossip Bernstein         | Oekraïne 1882 - 1962            | GM      |
| Stephen Berry           | Verenigd Koninkrijk             | FM      |
| Rolands Bērziņš         | Letland                         | IM      |
| Henry Bird              | Verenigd Koninkrijk 1830 - 1908 | -       |
| Klaus Bischoff          | Duitsland 1961                  | GM      |
| Joseph Blackburne       | Verenigd Koninkrijk 1841 - 1924 | -       |
| Pavel Blatný            | Tsjechië 1968                   | GM      |
| Mark Bluvshtein         | Canada 1988                     | GM      |
| Piotr Bobras            | Polen 1977                      | GM      |
| Alejandro Bofill Mas    | Spanje 1960                     | IM      |
| Efim Bogoljoebov        | Rusland 1889 - 1952             | -       |
| Dejan Bojkov            | Bulgarije 1977                  | IM      |
| Isaak Boleslavski       | Rusland 1919 - 1977             | GM      |
| Viktor Bologan          | Republiek Moldavië 1971         | GM      |
| Georgi Borisenko        | Oekraïne 1922                   | GMc     |
| Vladislav Borovikov     | Oekraïne 1973                   | GM      |
| Dimitri Botsjarov       | Rusland                         | GM      |
| Michail Botvinnik       | Rusland 1911 - 1995             | -       |
| Louis de La Bourdonnais | Frankrijk 1797 - 1840           | GM      |
| Stephen Brady           | Ierland 1969                    | FM      |
| Arik Braun              | Duitsland 1988                  | IM      |
| Gyula Breyer            | Hongarije 1893 - 1921           | -       |
| Michail Brodsky         | Oekraïne 1969                   | GM      |
| David Bronstein         | Rusland 1924-2006               | GM      |
| Rob Brunia              | Nederland 1947 - 2005           | -       |
| Lazaro Bruzon           | Cuba 1982                       | GM      |
| Stellan Brynell         | Zweden 1962                     | GM      |
| Bu Xiangzhi             | China 1985                      | GM      |
| Stefan Buecker          | Duitsland 1959                  | FM      |
| Vladimir Boermakin      | Rusland 1967                    | GM      |
| Robert Byrne            | Verenigde Staten 1928 - 2013    | GM      |

### C
| Naam                 | Geboren                              | Titel |
| -------------------- | ------------------------------------ | ----- |
| Alexis Cabrera       | Cuba 1976                            | GM    |
| Sang Cao             | Hongarije 1973                       | IM    |
| José Raúl Capablanca | Cuba 1888 - 1942                     | -     |
| Magnus Carlsen       | Noorwegen 1990                       | GM    |
| Pontus Carlsson      | Zweden 1982                          | IM    |
| Fabiano Caruana      | Italië 1992                          | GM    |
| Mišo Cebalo          | Kroatië                              | GM    |
| Jean-Luc Chabanon    | Frankrijk 1971                       | GM    |
| Aleksandr Chalifman  | Rusland 1966                         | GM    |
| Murray Chandler      | Verenigd Koninkrijk 1960             | GM    |
| Li Chao              | China                                | -     |
| Aleksandr Charitonov | Rusland 1986                         | IM    |
| Vitorio Chemin       | Brazilië 1950                        | FM    |
| Alexander Chernin    | Hongarije 1960                       | GM    |
| Michail Chigorin     | Rusland 1850 - 1908                  | GM    |
| Slavko Cicak         | Zweden 1969                          | GM    |
| John Cochrane        | Verenigd Koninkrijk 1798 - 1878      | -     |
| Edgar Colle          | België 1897-1932                     | -     |
| Stuart Conquest      | Verenigd Koninkrijk 1967             | -     |
| Daniel Contin        | Italië                               | IM    |
| Emilio Córdova       | Peru 1991                            | IM    |
| Alexander Cunningham | Verenigd Koninkrijk 1655 - 1730      | -     |
| Moshe Czerniak       | Polen, Palestina, Israël 1910 - 1984 | -     |

### D
| Naam                     | Geboren                      | Titel |
| ------------------------ | ---------------------------- | ----- |
| Colm Daly                | Ierland 1967                 | FM    |
| Branko Damljanović       | Servië 1961                  | GM    |
| Morteza Darban           | Iran                         | FM    |
| Klaus Darga              | Duitsland 1934               | GM    |
| Rustem Dautov            | Duitsland 1965               | GM    |
| Alberto David            | Luxemburg 1970               | GM    |
| Lawrence Day             | Canada 1949                  | IM    |
| Nick de Firmian          | Verenigde Staten 1971        | GM    |
| Jean-Marc Degraeve       | Frankrijk 1971               | GM    |
| Aleksandar Deltsjev      | Bulgarije 1971               | GM    |
| Neuris Delgado Ramírez   | Cuba                         | GM    |
| Arnold Denker            | Verenigde Staten 1914 - 2005 | GM    |
| Andrej Devjatkin         | Rusland 1980                 | IM    |
| Liviu Dieter Nisipeanu   | Roemenië 1976                | GM    |
| Goran Dizdar             | Kroatië                      | GM    |
| Nikola Djukić            | Servië 1983                  | GM    |
| Rune Djurhuus            | Noorwegen 1970               | GM    |
| Stefan Đurić             | Servië 1955                  | GM    |
| Vladimir Dobrov          | Rusland 1984                 | GM    |
| Dimitar Dotsjev          | Bulgarije 1975               | IM    |
| Sergej Dolmatov          | Rusland 1959                 | GM    |
| Leinier Dominguez        | Cuba 1983                    | GM    |
| Josif Dorfman            | Frankrijk 1953               | GM    |
| Aleksej Drejev           | Rusland 1969                 | GM    |
| Joeri Drozdovsky         | Oekraïne                     | -     |
| Jan-Krzysztof Duda       | Polen 1998                   | GM    |
| Aurelien Dunis           | Frankrijk 1979               | IM    |
| Roman Dzjindzjichasjvili | Verenigde Staten 1944        | GM    |
| Baadoer Dzjobava         | Georgië 1983                 | GM    |

### E
| Naam                    | Geboren                         | Titel |
| ----------------------- | ------------------------------- | ----- |
| Zachar Jefimjenko       | Oekraïne 1985                   | GM    |
| Jaan Ehlvest            | Estland 1962                    | GM    |
| Oleg Ejsmont            | Rusland 1963                    | IM    |
| Ove Ekebjærg            | Denemarken 1936                 | GMc   |
| Fouad El Taher          | Egypte                          | IM    |
| Pavel Eljanov           | Oekraïne 1983                   | GM    |
| Arpad Elo               | Hongarije 1903 - 1992           | -     |
| Frode Elsness           | Noorwegen 1973                  | IM    |
| John Emms               | Verenigd Koninkrijk 1967        | GM    |
| Vladimir Jepisjin       | Rusland 1965                    | GM    |
| Viktor Erdős            | Hongarije 1987                  | IM    |
| Sergej Erenburg         | Israël 1983                     | GM    |
| Leif Erlend Johannessen | Noorwegen 1980                  | GM    |
| Jevgeni Ermenkov        | Rusland 1949                    | GM    |
| Thomas Ernst            | Zweden 1960                     | GM    |
| Jacob Estrin            | Rusland 1923 - 1987             | GMc   |
| William Evans           | Verenigd Koninkrijk 1790 - 1872 | -     |

### F
| Naam                 | Geboren                      | Titel |
| -------------------- | ---------------------------- | ----- |
| Juan Facundo Pierrot | Argentinië 1975              | IM    |
| Ernst Falkbeer       | Oostenrijk 1819 - 1885       | -     |
| Sergej Fedortsjoek   | Oekraïne 1967                | GM    |
| John Fedorowicz      | Tsjechië 1958                | GM    |
| Rubén Felgaer        | Argentinië 1984              | GM    |
| Reuben Fine          | Verenigde Staten 1914 - 1993 | GM    |
| Benjamin Finegold    | Verenigde Staten 1969        | GM    |
| Alexander Finkel     | Israël 1975                  | GM    |
| Bobby Fischer        | Verenigde Staten 1943 - 2008 | GM    |
| Aljaksej Fjodaraw    | Wit-Rusland 1972             | GM    |
| Salo Flohr           | Rusland 1908 - 1983          | GM    |
| Diego Flores         | Argentinië 1982              | IM    |
| Jordi Fluvia         | Spanje 1984                  | IM    |
| Ovidiu Foisor        | Roemenië 1959                | IM    |
| Robert Fontaine      | Frankrijk 1980               | GM    |
| Manfred Freitag      | Oostenrijk 1969              | IM    |
| Laurent Fressinet    | Frankrijk 1981               | GM    |
| Ali Frhat            | Egypte 1975                  | IM    |
| Daniël Fridman       | Letland 1976                 | GM    |
| Ľubomír Ftáčnik      | Tsjechoslowakije 1957        | GM    |

### G
| Naam                    | Geboren                         | Titel   |
| ----------------------- | ------------------------------- | ------- |
| Merab Gagoenasjvili     | Georgië 1985                    | GM      |
| Aleksandr Galkin        | Rusland 1979                    | GM      |
| Benjamin Galstian       | Armenië 1985                    | IM      |
| Vugar Gashimov          | Azerbeidzjan 1986               | GM      |
| Einar Gausel            | Noorwegen 1963                  | GM      |
| Jacek Gdański           | Polen 1970                      | GM      |
| Tamaz Gelasjvili        | Georgië 1978                    | GM      |
| Boris Gelfand           | Israël/ Wit-Rusland 1968        | GM      |
| Jefim Geller            | Rusland 1925-1998               | GM      |
| Kiril Georgiev          | Bulgarije 1965                  | GM      |
| Alik Gershon            | Israël 1980                     | GM      |
| Tigran Gharamian        | Armenië 1984                    | GM      |
| Florin Gheorghiu        | Roemenië 1944                   | GM      |
| Giorgi Giorgadze        | Georgië 1964                    | GM      |
| Anish Giri              | Rusland 1994                    | GM      |
| Igor Glek               | Rusland 1961                    | GM      |
| Svetozar Gligorić       | Servië 1923-2012                | GM      |
| Michele Godena          | Italië 1967                     | GM      |
| Boechoeti Goergenidze   | Georgië 1933 - 2008             | GM      |
| Zvulon/Leonid Gofshtein | Israël 1953 - 2015              | GM      |
| Alexander Goldin        | Verenigde Staten 1965           | GM      |
| Vitali Golod            | Israël 1971                     | GM      |
| Harry Golombek          | Verenigd Koninkrijk 1911 - 1995 | GM      |
| Daniel Gormally         | Verenigd Koninkrijk 1976        | GM      |
| Gottardo Gottardi       | Zwitserland                     | FM, GMc |
| Namig Gouliev           | Azerbeidzjan 1974               | GM      |
| Alexander Graf          | Duitsland 1962                  | GM      |
| Julio Granda Zuniga     | Peru 1967                       | GM      |
| Alon Greenfeld          | Israël 1964                     | GM      |
| Andrew Greet            | Verenigd Koninkrijk 1979        | IM      |
| Sergej Grigorjants      | Rusland 1983                    | GM      |
| Aleksandr Grisjtsjoek   | Rusland 1983                    | GM      |
| Atle Grønn              | Noorwegen 1971                  | -       |
| Yehuda Gruenfeld        | Israël 1956                     | GM      |
| Ernst Grünfeld          | Oostenrijk 1893 - 1962          | GM      |
| Eduard Gufeld           | Oekraïne 1936 - 2002            | -       |
| Boris Gulko             | Verenigde Staten 1947           | GM      |
| Isidor Gunsberg         | Verenigd Koninkrijk 1854 - 1930 | -       |
| Jan Gustafsson          | Duitsland 1979                  | GM      |
| Lev Gutman              | Duitsland 1945                  | GM      |
| Zoltán Gyimesi          | Hongarije 1977                  | GM      |

### H
| Naam                  | Geboren                  | Titel   |
| --------------------- | ------------------------ | ------- |
| Tunç Hamarat          | Turkije 1946             | GMc     |
| Florian Handke        | Duitsland 1982           | GM      |
| Roy Harald Fyllingen  | Noorwegen 1975           | IM      |
| Pendyala Harikrishna  | India 1986               | GM      |
| Ronen Har-Zvi         | Israël 1976              | GM      |
| Stewart Haslinger     | Verenigd Koninkrijk 1981 | GM      |
| Daniel Hausrath       | Duitsland, 1976          | GM      |
| Mark Hebden           | Verenigd Koninkrijk 1958 | GM      |
| Jean Hebert           | Canada 1984              | IM, GMc |
| Hermann Heemsoth      | Duitsland 1909-2006      | GMc     |
| Peter Heine Nielsen   | Denemarken 1973          | GM      |
| Emil Hermansson       | Zweden 1971              | IM      |
| Gilberto Hernández    | Mexico                   | GM      |
| Tiger Hillarp Persson | Zweden 1970              | GM      |
| Tan Hoan Liong        | Indonesië                | -       |
| Franz Hoelzl          | Oostenrijk 1946          | IM      |
| Øystein Hole          | Noorwegen 1971           | FM      |
| Vlastimil Hort        | Tsjechoslowakije 1944    | GM      |
| Ádám Horváth          | Hongarije 1981           | GM      |
| József Horváth        | Hongarije 1964           | GM      |
| Frank Hovde           | Noorwegen 1959           | GMc     |
| Mher Hovhanisian      | Armenië 1978             | IM      |
| David Howell          | Verenigd Koninkrijk 1990 | IM      |
| Robert Hübner         | Duitsland 1948           | GM      |
| Krunoslav Hulak       | Kroatië 1951             | GM      |
| Alexander Huzman      | Israël 1962              | GM      |

### I
| Naam                    | Geboren               | Titel |
| ----------------------- | --------------------- | ----- |
| Ildar Ibragimov         | Verenigde Staten 1967 | GM    |
| Vjatsjeslav Ikonnikov   | Rusland 1966          | GM    |
| Miguel Illescas Córdoba | Spanje 1965           | GM    |
| Viorel Iordăchescu      | Moldavië 1977         | GM    |
| Valentin Iotov          | Bulgarije 1988        | IM    |
| Andrei Istratescu       | Roemenië 1975         | GM    |
| Saidali Yuldashev       | Oezbekistan 1968      | GM    |
| Ivan Ivanišević         | Servië 1977           | GM    |
| Alexander Ivanov        | 1956                  | GM    |
| Vasyl Ivantsjoek        | Oekraïne 1969         | GM    |
| Borislav Ivkov          | Servië 1933           | GM    |
| Zviad Izoria            | Georgië 1984          | GM    |

### J
| Naam                 | Geboren               | Titel |
| -------------------- | --------------------- | ----- |
| Dmitri Jakovenko     | Rusland 1983          | GM    |
| Krzysztof Jakubowski | Polen 1983            | IM    |
| Karl Janisj          | Rusland 1813 - 1872   | -     |
| Alojzije Janković    | Kroatië 1983          | IM    |
| David Janowski       | Polen 1868            | -     |
| Vlastimil Jansa      | Tsjechië 1942         | GM    |
| Paweł Jaracz         | Polen 1975            | GM    |
| Stephen Jessel       | Ierland 1986          | -     |
| Artur Joesoepov      | Rusland 1960          | GM    |
| Klaus Junge          | Duitsland 1924 - 1945 | -     |

### K
| Naam                 | Geboren                  | Titel |
| -------------------- | ------------------------ | ----- |
| Gregory Kaidanov     | Verenigde Staten 1959    | GM    |
| Andrej Kalinitsjov   | Rusland 1986             | -     |
| Gata Kamsky          | Verenigde Staten 1974    | GM    |
| Meelis Kanep         | Estland 1983             | IM    |
| Boris Kantsler       | Israël 1962              | GM    |
| Sergej Karjakin      | Oekraïne 1990            | GM    |
| Lars Karlsson        | Zweden 1955              | GM    |
| Anatoli Karpov       | Rusland 1951             | GM    |
| Rustam Kasimdzjanov  | Oezbekistan 1979         | GM    |
| Garri Kasparov       | Rusland 1963             | GM    |
| Lubomir Kavalek      | Tsjechië 1943            | GM    |
| Murtas Kazhgaleyev   | Kazachstan               | GM    |
| Raymond Keene        | Verenigd Koninkrijk 1948 | GM    |
| Robert Kempiński     | Polen 1977               | GM    |
| Edvīns Ķeņģis        | Letland 1959             | GM    |
| Paul Keres           | Estland 1916 - 1975      | GM    |
| Mehdi Khaghani       | Iran                     | -     |
| Ildar Chajroellin    | Rusland 1990             | IM    |
| Igor Khenkin         | Duitsland 1968           | GM    |
| Lionel Kieseritzky   | Duitsland 1806 - 1853    | -     |
| Stefan Kindermann    | Oostenrijk 1959          | GM    |
| Pjotr Kiriakov       | Rusland 1975             | GM    |
| Jānis Klovāns        | Letland 1935             | GM    |
| Michail Kobalia      | Rusland 1978             | GM    |
| Sergej Koedrin       | Verenigde Staten 1959    | GM    |
| Gennadi Koezmin      | Rusland 1946             | GM    |
| Joeri Koezoebov      | Oekraïne 1990            | GM    |
| Bernd Kohlweyer      | Duitsland 1964           | IM    |
| Oleg Kornejev        | Rusland 1969             | GM    |
| Anton Korobov        | Oekraïne 1985            | GM    |
| Aleksej Korotilev    | Rusland 1977             | GM    |
| Viktor Kortsjnoj     | Zwitserland 1931         | GM    |
| Yona Kosashvili      | Israël 1970              | GM    |
| Dragan Kosić         | Servië 1970              | GM    |
| Anthony Kosten       | Frankrijk 1958           | GM    |
| Boris Kostić         | Servië 1887 - 1963       | -     |
| Tigran Kotanjian     | Armenië 1981             | IM    |
| Aleksandr Kotov      | Rusland 1913-1981        | GM    |
| Aleksandar Kovačević | Servië 1974              | GM    |
| Andrej Kovaljov      | Wit-Rusland 1961         | GM    |
| Aleksandr Kovtsjan   | Oekraïne 1983            | GM    |
| Spas Kozjoecharov    | Bulgarije 1980           | -     |
| Zdenko Kožul         | Kroatië                  | GM    |
| Yair Kraidman        | Israël 1932              | GM    |
| Vladimir Kramnik     | Rusland 1975             | GM    |
| Michał Krasenkow     | Polen 1963               | GM    |
| Stefán Kristjánsson  | IJsland 1982             | IM    |
| Leonid Kritz         | Duitsland 1984           | GM    |
| Oleg Krivonosov      | Letland 1961             | IM    |
| Kaido Külaots        | Estland 1976             | GM    |
| Viktor Koeprejtsjik  | Rusland 1949             | GM    |
| Nikolaj Koerenkov    | Rusland 1985             | IM    |
| Aloyzas Kveinys      | Litouwen 1962            | GM    |

### L
| Naam                   | Geboren                  | Titel |
| ---------------------- | ------------------------ | ----- |
| Pablo Lafuente         | Argentinië               | IM    |
| Bogdan Lalic           | Verenigd Koninkrijk      | GM    |
| Salo Landau            | Polen 1903 - 1944        | -     |
| Max Lange              | Duitsland 1832 - 1899    | -     |
| Bent Larsen            | Denemarken 1935 - 2010   | GM    |
| Emanuel Lasker         | Duitsland 1868 – 1941    | GM    |
| Joël Lautier           | Frankrijk 1973           | GM    |
| Oliver Lehner          | Oostenrijk 1975          | IM    |
| Péter Lékó             | Hongarije 1979           | GM    |
| Brait Lelumees         | Estland                  | -     |
| Ronen Lev              | Israël 1968              | GM    |
| Grigori Löwenfisch     | Rusland 1889 - 1961      | GM    |
| Felix Levin            | Duitsland 1958           | GM    |
| Jon Levitt             | Verenigd Koninkrijk 1963 | GM    |
| Fabien Libiszewski     | Frankrijk 1984           | IM    |
| Kjetil Lie             | Noorwegen 1980           | GM    |
| Bosse Lindberg         | Zweden 1984              | -     |
| Eran Liss              | Israël 1975              | GM    |
| Ljubomir Ljubojević    | Servië 1950              | GM    |
| Eric Lobron            | Duitsland 1960           | GM    |
| Ruy López de Segura    | Spanje † 1580            | -     |
| Smbat Lpoetjan         | Armenië 1958             | GM    |
| Luis Ramírez de Lucena | Spanje 1465 – 1530       | -     |
| Arnolds Luckāns        | Letland 1978             | FM    |
| Constantin Lupulescu   | Roemenië 1984            | IM    |
| Thomas Luther          | Duitsland 1969           | GM    |
| Christopher Lutz       | Duitsland 1971           | GM    |

### M
| Naam                    | Geboren                         | Titel   |
| ----------------------- | ------------------------------- | ------- |
| Bartłomiej Macieja      | Polen 1977                      | GM      |
| Morteza Mahjoob         | Iran 1980                       | IM      |
| Vladimir Malachov       | Rusland 1980                    | GM      |
| Vadym Malachatko        | Oekraïne 1977-2023              | GM      |
| Nidjat Mamedov          | Azerbeidzjan 1985               | GM      |
| Shakhriyar Mamedyarov   | Azerbeidzjan 1985               | GM      |
| Federico Manca          | Italië                          | IM      |
| Ilan Manor              | Israël 1969                     | GM      |
| Mihail Marin            | Roemenië 1965                   | GM      |
| Géza Maróczy            | Hongarije 1870 - 1951           | IM      |
| Frank Marshall          | Verenigde Staten 1877 - 1944    | -       |
| Cyril Marzolo           | Frankrijk 1978                  | IM      |
| Aleksandar Matanović    | Servië 1930                     | GM      |
| Colin McNab             | Verenigd Koninkrijk 1961        | GM      |
| Karl McPhillips         | Ierland 1967                    | -       |
| Luke McShane            | Verenigd Koninkrijk 1984        | GM      |
| Eduard Meduna           | Tsjechië 1950                   | GM      |
| Susanto Megaranto       | Indonesië 1987                  | GM      |
| Georg Meier             | Duitsland 1987                  | -       |
| Viesturs Meijers        | Letland 1967                    | GM      |
| Jan Michael Sprenger    | Duitsland 1982                  | IM      |
| Jacques Mieses          | Verenigd Koninkrijk 1865 – 1954 | -       |
| Normunds Miezis         | Letland 1971                    | GM      |
| Vladas Mikenas          | Estland 1910 - 1992             | IM, IMc |
| Victor Mikhalevski      | Israël 1972                     | GM      |
| Alexander Mikhalevski   | Israël 1958                     | IM      |
| Anthony Miles           | Verenigd Koninkrijk 1955 – 2001 | GM      |
| Gilberto Milos          | Brazilië 1963                   | GM      |
| Leonid Milov            | Oekraïne 1966                   | IM      |
| Vadim Milov             | Zwitserland 1972                | GM      |
| Ara Minasian            | Armenië 1974                    | GM      |
| Artashes Minasian       | Armenië 1967                    | GM      |
| Jevgeni Mirosjnitsjenko | Oekraïne 1978                   | GM      |
| Kamil Mitoń             | Polen 1984                      | GM      |
| Aleksandr Mojsejenko    | Oekraïne 1980                   | GM      |
| Daniel Moldovan         | Roemenië 1971                   | IM      |
| Dieter Morawietz        | Duitsland 1963                  | -       |
| Aleksandr Morozevitsj   | Rusland 1977                    | GM      |
| Paul Morphy             | Verenigde Staten 1837 – 1884    | -       |
| Viktor Moskalenko       | Oekraïne 1960                   | GM      |
| Paul Motwani            | Verenigd Koninkrijk 1962        | GM      |
| Aleksandr Motyljov      | Rusland 1979                    | GM      |
| Jacob Murey             | Israël 1941                     | GM      |
| Niaz Murshed            | Bangladesh 1966                 | GM      |

### N
| Naam                 | Geboren                  | Titel |
| -------------------- | ------------------------ | ----- |
| Ashot Nadanian       | Armenië 1972             | IM    |
| Arkady Naiditsch     | Duitsland 1985           | GM    |
| Miguel Najdorf       | Polen 1910 - 1997        | GM    |
| Jevgeni Najer        | Rusland 1977             | GM    |
| Hikaru Nakamura      | Verenigde Staten 1987    | GM    |
| Tigran Nalbandian    | Armenië 1975-2025        | GM    |
| Mario Napolitano     | Italië 1910 - 1995       | GMc   |
| Marc Narciso Dublan  | Spanje 1974              | GM    |
| Igor-Alexandre Nataf | Frankrijk 1978           | GM    |
| David Navara         | Tsjechië 1985            | GM    |
| Gastón Needleman     | Argentinië               | -     |
| Parimarjan Negi      | India 1993               | GM    |
| Arturs Neikšāns      | Letland 1983             | IM    |
| Francisc Nemeth      | Roemenië 1978            | IM    |
| Martin Neubauer      | Oostenrijk 1973          | IM    |
| Valeri Neverov       | Oekraïne 1964            | GM    |
| Ioannis Nikolaidis   | Griekenland 1971         | GM    |
| Predrag Nikolić      | Bosnië/Nederland 1960    | GM    |
| Aaron Nimzowitsch    | Rusland 1887 - 1935      | -     |
| Nikolaj Ninov        | Bulgarije 1969           | IM    |
| Igor Novikov         | Verenigde Staten 1962    | GM    |
| John Nunn            | Verenigd Koninkrijk 1955 | GM    |
| Tomi Nybäck          | Finland 1985             | GM    |
| Illja Nyzjnyk        | Oekraïne 1996            | FM    |

### O
| Naam                  | Geboren               | Titel   |
| --------------------- | --------------------- | ------- |
| Reiner Odendahl       | Duitsland 1964        | FM      |
| Elizbar Oebilava      | Georgië 1950          | GM      |
| Michail Oemanski      | Rusland               | IM, GMc |
| Tõnu Õim              | Estland 1941          | -       |
| Friðrik Ólafsson      | IJsland 1935          | GM      |
| Lembit Oll            | Estland 1966 - 1999   | GM      |
| Anders Olsson         | Zweden 1981           | IM      |
| Alexander Onisjtsjoek | Verenigde Staten 1975 | GM      |
| Michael Oratovsky     | Israël 1974           | GM      |
| Andrej Orlov          | Rusland 1977          | IM      |
| Roman Ovetsjkin       | Rusland 1973          | GM      |

### P
| Naam                         | Geboren                         | Titel   |
| ---------------------------- | ------------------------------- | ------- |
| Luděk Pachman                | Tsjechië 1924 - 2003            | GM      |
| Mladen Palac                 | Kroatië 1971                    | GM      |
| Victor Palciauskas           | Verenigde Staten 1941           | GMc     |
| Valentin Panboektsjan        | Bulgarije 1956                  | IM      |
| Magesh Chandran Panchanathan | India 1983                      | GM      |
| Óscar Panno                  | Argentinië 1935                 | GM      |
| Jonathan Parker              | Verenigd Koninkrijk 1976        | GM      |
| Mircea Parligras             | Roemenië 1980                   | GM      |
| Frank Parr                   | Verenigd Koninkrijk 1918 - 2003 | -       |
| Louis Paulsen                | Verenigde Staten 1833 - 1891    | -       |
| Nicolai Pedersen             | Denemarken 1977                 | IM      |
| Yannick Pelletier            | Zwitserland 1976                | GM      |
| Jonathan Penrose             | Verenigd Koninkrijk 1933        | GM, GMc |
| Richard Pert                 | Verenigd Koninkrijk 1981        | IM      |
| Milos Perunović              | Servië 1984                     | GM      |
| Aleksej Peskov               | Oekraïne 1982                   | -       |
| Vladimir Petkov              | Bulgarije 1971                  | IM      |
| Tigran Petrosjan             | Rusland 1929 - 1984             | GM      |
| Tigran L. Petrosjan          | Armenië 1984                    | GM      |
| Aleksandr Petrov             | Rusland 1794 - 1867             | -       |
| Margeir Pétursson            | IJsland                         | GM      |
| François Philidor            | Frankrijk 1726 - 1795           | -       |
| Dejan Pikula                 | Servië 1969                     | GM      |
| Herwig Pilaj                 | Oostenrijk 1981                 | IM      |
| Harry Pillsbury              | Verenigde Staten 1872 - 1906    | -       |
| Vasja Pirc                   | Slovenië 1907 - 1980            | -       |
| James Plaskett               | Verenigd Koninkrijk 1960        | GM      |
| Lev Poloegajevski            | Rusland 1934 - 1995             | GM      |
| Roeslan Ponomarjov           | Oekraïne 1983                   | GM      |
| Domenico Ponziani            | Italië 1719 - 1798              | -       |
| Valeri Popov                 | Rusland 1974                    | GM      |
| Petar Popović                | Servië 1959                     | GM      |
| Shay Porat                   | Israël 1985                     | IM      |
| Lajos Portisch               | Hongarije 1937                  | GM      |
| Evgeny Postny                | Israël 1981                     | GM      |
| Vladimir Potkin              | Rusland 1982                    | GM      |
| Michael Prusikin             | Duitsland 1978                  | GM      |
| Lev Psachis                  | Israël 1958                     | GM      |
| Cecil Purdy                  | Australië 1906 - 1979           | GMc     |

### R
| Naam                  | Geboren                      | Titel   |
| --------------------- | ---------------------------- | ------- |
| Teimour Radjabov      | Azerbeidzjan 1987            | GM      |
| Joeljan Radoelski     | Bulgarije 1972               | GM      |
| Markus Ragger         | Oostenrijk 1988              | IM      |
| Vjatsjeslav Ragozin   | Rusland 1908 - 1962          | GM, GMc |
| Igors Rausis          | Letland 1961                 | IM      |
| Vsevolod Rauzer       | Rusland 1908 - 1941          | -       |
| Gad Rechlis           | Israël 1967                  | GM      |
| Samuel Reshevsky      | Verenigde Staten 1911 - 1992 | GM      |
| Richárd Réti          | Hongarije 1889 - 1929        | -       |
| Aleksander Rjazantsev | Rusland 1985                 | GM      |
| Zoltán Ribli          | Hongarije 1951               | GM      |
| Pablo Ricardi         | Argentinië 1962              | GM      |
| Kurt Richter          | Duitsland 1900 - 1969        | IM      |
| Horst Rittner         | Duitsland 1930 - 2021        | GMc     |
| Ian Rogers            | Australië 1960               | GM      |
| Davor Rogić           | Kroatië 1971                 | GM      |
| Michael Roiz          | Israël 1983                  | GM      |
| Oleh Romanysjyn       | Oekraïne 1952                | GM      |
| Niccolo Ronchetti     | Italië 1989                  | FM      |
| Ronen Lev             | Israël 1968                  | GM      |
| Nicolas Rossolimo     | Verenigde Staten 1910 - 1975 | -       |
| Arkadij Rotstein      | Duitsland 1961               | GM      |
| Jonathan Rowson       | Verenigd Koninkrijk 1977     | GM      |
| Eduardas Rozentalis   | Litouwen 1963                | GM      |
| Akiba Rubinstein      | Polen 1882 - 1961            | GM      |
| Róbert Ruck           | Hongarije 1977               | GM      |
| Sergej Roebljovski    | Rusland 1974                 | GM      |
| Krasimir Roesev       | Bulgarije 1983               | -       |
| Mikhail Rytshagov     | Estland 1967                 | GM      |

### S
| Naam                  | Geboren                         | Titel   |
| --------------------- | ------------------------------- | ------- |
| Matthew Sadler        | Verenigd Koninkrijk 1974        | GM      |
| Darmen Sadvakasov     | Kazachstan 1979                 | GM      |
| Konstantin Sakajev    | Rusland 1972                    | GM      |
| Valeri Salov          | Rusland 1964                    | GM      |
| Mihail Saltaev        | Oezbekistan 1962                | GM      |
| Friedrich Sämisch     | Duitsland 1896 - 1975           | GM      |
| Vitālijs Samoļins     | Letland 1990                    | -       |
| Grigori Sanakojev     | Rusland 1936                    | GMc     |
| Chanda Sandipan       | India 1983                      | GM      |
| Gabriel Sargissian    | Armenië 1983                    | GM      |
| Krishnan Sasikiran    | India 1981                      | GM      |
| Gyula Sax             | Hongarije 1951                  | GM      |
| Emil Schallopp        | Duitsland 1843 - 1919           | -       |
| Carl Schlechter       | Oostenrijk 1874 - 1918          | GM      |
| Philipp Schlosser     | Duitsland 1968                  | GM      |
| Tarvo Seeman          | Estland 1969                    | IM      |
| Yasser Seirawan       | Verenigde Staten 1960           | GM      |
| Martin Senff          | Duitsland 1980                  | IM      |
| Deep Sengupta         | India 1988                      | GM      |
| Olav Sepp             | Estland 1955                    | IM      |
| Grigory Serper        | Verenigde Staten 1969           | GM      |
| Alexander Shabalov    | Verenigde Staten 1967           | GM      |
| Sam Shankland         | Verenigde Staten 1991           | GM      |
| Valeri Sjalimov       | Oekraïne 1960                   | IM      |
| Leonid Sjamkovitsj    | Rusland 1923 - 2005             | GM      |
| Surya Shekhar Ganguly | India 1983                      | GM      |
| Li Shilong            | China 1977                      | GM      |
| Aleksej Sjirov        | Spanje 1972                     | GM      |
| Nigel Short           | Verenigd Koninkrijk 1965        | GM      |
| Philip Short          | Ierland 1960                    | FM      |
| Yuri Shulman          | Verenigde Staten 1975           | GM      |
| Sebastian Siebrecht   | Duitsland 1973                  | IM      |
| Vladimir Simagin      | Rusland 1919 - 1968             | GM, IMc |
| Anton Sitnikov        | Oekraïne 1985                   | IM      |
| Jørn Sloth            | Denemarken 1944                 | GMc     |
| Ilya Smirin           | Israël 1968                     | GM      |
| Igor Smirnov          | Oekraïne 1987                   | IM      |
| Vasili Smyslov        | Rusland 1921 - 2010             | GM      |
| Bartosz Soćko         | Polen 1978                      | GM      |
| Ram Soffer            | Israël 1965                     | GM      |
| Andrei Sokolov        | Frankrijk 1963                  | GM      |
| Andrej Sokolov        | Letland 1972                    | IM      |
| Aleksej Sokolski      | Oekraïne 1908-1969              | IM      |
| Achim Soltau          | Duitsland 1938-2016             | GMc     |
| Norbert Sommerbauer   | Oostenrijk 1969                 | IM      |
| Vasil Spasov          | Bulgarije 1971                  | GM      |
| Boris Spasski         | Rusland 1937                    | GM      |
| Ljoeben Spassov       | Bulgarije 1943                  | GM      |
| Jon Speelman          | Verenigd Koninkrijk 1956        | GM      |
| Rudolf Spielmann      | Oostenrijk 1883 - 1942          | -       |
| Kevin Spraggett       | Canada 1954                     | GM      |
| Nikolaus Stanec       | Oostenrijk 1968                 | GM      |
| Ilmārs Starostīts     | Letland                         | IM      |
| Howard Staunton       | Verenigd Koninkrijk 1810 - 1874 | -       |
| Hannes Stefánsson     | IJsland 1972                    | GM      |
| Wilhelm Steinitz      | Tsjechië 1836 - 1900            | -       |
| Hrvoje Stević         | Kroatië 1980                    | GM      |
| Jiří Štoček           | Tsjechië 1977                   | GM      |
| Alexander Stripunsky  | Oekraïne 1970                   | GM      |
| Nenad Šulava          | Kroatië 1962                    | GM      |
| Mir Sultan Khan       | India 1905 - 1965               | -       |
| Emil Sutovsky         | Israël 1977                     | GM      |
| Jevgeni Svesjnikov    | Rusland 1950-2021               | GM      |
| Pjotr Svidler         | Rusland 1976                    | GM      |
| Igor Švõrjov          | Estland 1955                    | -       |
| László Szabó          | Hongarije 1917 - 1998           | GM      |
| Marcin Szeląg         | Polen 1981                      | IM      |

### T
| Naam                    | Geboren               | Titel |
| ----------------------- | --------------------- | ----- |
| Mark Tajmanov           | Rusland 1926          | GM    |
| Michail Tal             | Letland 1936 - 1992   | GM    |
| Siegbert Tarrasch       | Duitsland 1862 - 1934 | GM    |
| Sawielly Tartakower     | Rusland 1887 - 1956   | -     |
| Hans Tikkanen           | Zweden 1985           | -     |
| Artjom Timofejev        | Rusland 1985          | GM    |
| Vladislav Tkachiev      | Frankrijk 1973        | GM    |
| Jevgeni Tomasjevski     | Rusland 1987          | GM    |
| Veselin Topalov         | Bulgarije 1975        | GM    |
| Carlos Torre Repetto    | Mexico 1905 - 1978    | GM    |
| Eugenio Torre           | Filipijnen 1951       | GM    |
| Petar Trifunović        | Kroatië 1910 - 1980   | GM    |
| Aleksandr Troeskavetsky | Oekraïne              | IM    |
| Mark Tseitlin           | Israël 1943           | GM    |
| Vitali Tsesjkovski      | Rusland 1944          | GM    |
| Ivan Tsjeparinov        | Bulgarije 1986        | GM    |
| Michail Tsjigorin       | Rusland 1850 - 1908   | GM    |
| Vladimir Toekmakov      | Oekraïne 1946         | GM    |
| Maksim Toerov           | Rusland 1979          | GM    |

### U
| Naam              | Geboren             | Titel |
| ----------------- | ------------------- | ----- |
| Wolfgang Uhlmann  | Duitsland 1935-2020 | GM    |
| Wolfgang Unzicker | Duitsland 1925-2006 | GM    |

### V
| Naam                   | Geboren               | Titel |
| ---------------------- | --------------------- | ----- |
| Maxime Vachier-Lagrave | Frankrijk 1990        | GM    |
| Rafael Vaganian        | Armenië 1951          | GM    |
| Anatoly Vaisser        | Frankrijk 1949        | GM    |
| Diego Valerga          | Argentinië            | IM    |
| Francisco Vallejo Pons | Spanje 1982           | GM    |
| Zoltán Varga           | Hongarije 1970        | GM    |
| Giovanni Vescovi       | Brazilië 1978         | GM    |
| Milan Vidmar           | Slovenië 1885 - 1962  | IM    |
| Jón Viktor Gunnarsson  | IJsland 1980          | IM    |
| Nikita Vitjoegov       | Rusland 1987          | IM    |
| Friedrich Volkmann     | Oostenrijk 1971       | IM    |
| Sergej Volkov          | Rusland 1974          | GM    |
| Andrej Volokitin       | Oekraïne 1986         | GM    |
| Curt von Bardeleben    | Duitsland 1861 - 1924 | -     |
| Bojan Vučković         | Servië 1980           | GM    |
| Milan Vukcevich        | Verenigde Staten 1937 | FM    |
| Spartak Vysotsjin      | Oekraïne 1975         | GM    |

### W
| Naam               | Geboren                      | Titel   |
| ------------------ | ---------------------------- | ------- |
| Christopher Ward   | Verenigd Koninkrijk 1968     | GM      |
| Christian Weiss    | Oostenrijk 1973              | IM      |
| Peter Wells        | Verenigd Koninkrijk 1965     | GM      |
| Terje Wibe         | Noorwegen 1947               | IM, GMc |
| Simon Williams     | Verenigd Koninkrijk 1979     | IM      |
| Szymon Winawer     | Polen 1838 - 1919            | -       |
| Radosław Wojtaszek | Polen 1987                   | GM      |
| Alek Wojtkiewicz   | Verenigde Staten 1963 - 2006 | GM      |

### X
| Naam   | Geboren    | Titel |
| ------ | ---------- | ----- |
| Xu Jun | China 1962 | GM    |

### Y
| Naam              | Geboren                         | Titel |
| ----------------- | ------------------------------- | ----- |
| Frederick Yates   | Verenigd Koninkrijk 1884 - 1932 | -     |
| Arsen Yegiazarian | Armenië 1970                    | GM    |
| Denis Jevsejev    | Rusland 1973                    | GM    |
| Leonid Yudasin    | Israël 1959                     | GM    |
| Saidali Yuldashev | Oezbekistan 1968                | GM    |

### Z
| Naam                | Geboren             | Titel |
| ------------------- | ------------------- | ----- |
| Igor Zacharevitsj   | Rusland 1963        | GM    |
| Vladimir Zagorovski | Rusland 1925 - 1994 | GM    |
| Aleksandr Zaitsev   | Rusland 1935 - 1971 | GM    |
| Vladimir Zavoronkov | Estland             | M     |
| Robert Zelčić       | Kroatië             | GM    |
| Zhang Zhong         | China 1978          | GM    |
| Sjarhej Zjyhalka    | Rusland 1985        | M     |
| Andrej Zjyhalka     | Wit-Rusland 1985    | M     |
| Dov Zifroni         | Israël 1976         | GM    |
| Yaacov Zilberman    | Israël 1954         | GM    |
| Sergei Zjukin       | Estland             | M     |
| Andrej Zontach      | Rusland 1970        | GM    |
| Aleksandr Zoebarev  | Oekraïne 1979       | GM    |
| Johann Zukertort    | Polen 1842 - 1888   | -     |
| Vadim Zvjaginsev    | Rusland 1976        | GM    |

## Vrouwen
| Naam                     | Geboren                         | Titel   |
| ------------------------ | ------------------------------- | ------- |
| Jelena Achmilovskaja     | Rusland 1957                    | GM      |
| Ekaterina Atalık         | Rusland, Turkije 1982           | IGM     |
| Anjelina Belakovskaia    | Oekraïne, Verenigde Staten 1969 | GM      |
| Angela Borsuk            | Israël 1967                     | GM      |
| Viktorija Čmilytė        | Litouwen 1983                   | GM      |
| Pia Cramling             | Zweden 1963                     | IGM     |
| Nana Dzagnidze           | Georgië 1987                    | M       |
| Machteld van Foreest     | Nederland 2007                  | -       |
| Alisa Galljamova         | Rusland 1972                    | IGM     |
| Nona Gaprindasjvili      | Georgië 1941                    | -       |
| Valentina Goenina        | Rusland 1981                    | IM, WGM |
| Sopiko Guramishvili      | Georgië 1991                    | IM, WGM |
| Jovanka Houska           | Verenigd Koninkrijk 1980        | GM      |
| Bella Igla               | Israël 1985                     | GM      |
| Ju Wenjun                | China 1991                      | GM      |
| Masha Klinova            | Israël 1969                     | GM      |
| Humpy Koneru             | India 1987                      | IGM     |
| Nadezjda Kosintseva      | Rusland 1985                    | GM      |
| Tatjana Kosintseva       | Rusland 1986                    | IGM     |
| Aleksandra Kostenjoek    | Rusland 1984                    | IGM     |
| Jekaterina Kovalevskaja  | Rusland 1974                    | M       |
| Luba Kristol             | Israël 1944                     | M       |
| Alla Koesjnir            | Israël 1941                     | GM      |
| Kateryna Lahno           | Oekraïne 1989                   | IGM     |
| Roza Lallemand           | Frankrijk 1961                  | GM      |
| Maria Leconte            | Frankrijk 1970                  | GM      |
| Carolina Luján           | Argentinië 1985                 | GM      |
| Alisa Marić              | Verenigde Staten 1970           | M, WGM  |
| Marina Martsynovskaya    | Frankrijk 1973                  | M       |
| Svetlana Matvejeva       | Rusland 1969                    | GM      |
| Vera Menchik             | Rusland 1906 - 1944             | -       |
| Anna Moezytsjoek         | Oekraïne 1990                   | GM      |
| Maria Moezytsjoek        | Oekraïne 1992                   | GM      |
| Anna Oesjenina           | Oekraïne 1985                   | GM      |
| Leili Pärnpuu            | Estland 1950 - 2022             | WIM     |
| Ela Pitam                | Israël 1977                     | GM      |
| Natalia Pogonina         | Rusland 1985                    | WGM     |
| Judit Polgár             | Hongarije 1976                  | GM      |
| Sofia Polgar             | Hongarije 1974                  | M       |
| Susan Polgar             | Hongarije 1969                  | IGM     |
| Svetlana Proednikova     | Rusland, Servië 1967            | WGM     |
| Qin Kanying              | China 1974                      | IGM     |
| Olga Roebtsova           | Rusland 1910 - 1994             | IGM     |
| Ljoedmila Saoenina       | Rusland 1952                    | M       |
| Marie Sebag              | Frankrijk 1986                  | GM      |
| Monika Seps              | Zwitserland 1986                | -       |
| Almira Skripchenko       | Frankrijk 1976                  | GM      |
| Monika Soćko             | Polen 1978                      | GM      |
| Antoaneta Stefanova      | Bulgarije 1979                  | IGM     |
| Subbaraman Vijayalakshmi | India 1979                      | GM      |
| Teodora Trăistaru        | Roemenië 1990                   | -       |
| Maia Tsjiboerdanidze     | Georgië 1961                    | IGM     |
| Vanessa West             | Verenigde Staten 1988           | -       |
| Friederike Wohlers Armas | Frankrijk 1962                  | M       |
| Xie Jun                  | China 1970                      | IGM     |
| Xu Yuhua                 | China 1976                      | GM      |
| Jelena Zajats            | Rusland 1969                    | WGM, IM |
| Tatjana Zatoelovskaja    | Israël 1935 - 2017              | GM      |
| Anna Zatonski            | Oekraïne 1978                   | WGM, IM |
| Zhao Xue                 | China 1985                      | GM      |
| Zhu Chen                 | China 1976                      | GM      |